# Antonio Pallotta
Antonio Pallotta (Ferrara, 23 febbraio 1770 – Montecassiano, 19 luglio 1834) è stato un cardinale italiano.
Fu nominato cardinale della Chiesa cattolica da papa Pio VII.

## Biografia
Nacque a Ferrara il 23 febbraio 1770 dal conte Giovanni Mario, appartenente a una famiglia del patriziato di Ferrara, originaria di Caldarola nel Piceno, colonnello e vicecastellano della Fortezza di Ferrara, e dalla contessa Cinzia Maffei, vedova del conte Beccari.
Papa Pio VII lo elevò al rango di cardinale nel concistoro del 10 marzo 1823.
Morì il 19 luglio 1834 all'età di 64 anni.

## Nella letteratura
Il sonetto "La Messa der Venardí Ssanto" del 1833 di Giacchino Belli cita polemicamente la distruzione della città di Sonnino, decretata nel 1819 dal cardinal Pallotta come misura di repressione al brigantaggio. Tale misura fu inefficace e sollevò numerose critiche nella stessa curia, al punto da portare alla rimozione del Pallotta dall'incarico.